# Jasensko
Jasensko je naselje u sastavu grada Sinja, u Splitsko-dalmatinskoj županiji.

## Zemljopis
Naselje se nalazi istočno od Karakašice i južno od Čitluka

## Stanovništvo
U 1991. povećano za dio područja naselja Glavice, gdje je i sadržan dio podataka od 1857. do 1981. U 1869., 1921. i 1931. podaci su sadržani u naselju Karakašica.
| broj stanovnika | 186   |       | 13    | 221   | 191   | 198   |       |       | 294   | 319   | 353   | 360   | 326   | 422   | 365   | 341   | 306   |
|                 | 1857. | 1869. | 1880. | 1890. | 1900. | 1910. | 1921. | 1931. | 1948. | 1953. | 1961. | 1971. | 1981. | 1991. | 2001. | 2011. | 2021. |

## Kultura
Crkva za Čitluk-Jasensko posvećena je sv. Franji. Filijala je župe Gospe Sinjske.